# 齒顎矯正學
齒顎矯正學（前稱 orthodontia）是一門牙醫學專科，研究齒顎咬合異常的診斷、預防及矯正。側重於修飾面部生長的矯正學稱為牙頜面矯形學（英語：dentofacial orthopedics），俗稱牙齒矯正。
牙齒咬合異常的原因可能因為牙齒天生不規則生長或是後天錯誤咬合與上下頜不成比例，或是兩者皆有。

## 外部連結
- （英文）Communication and information in orthodontics  （页面存档备份，存于）
- （中文）中華民國齒顎矯正學會 （页面存档备份，存于）
- （英文）American Association of Orthodontists （页面存档备份，存于）
- （英文）American Board of Orthodontics （页面存档备份，存于）
- （英文）Azeri Orthodontic Society (AOD) （页面存档备份，存于）
- （英文）British Orthodontic Society (BOS)
- （英文）International Association for Orthodontics
- （英文）Orthodontic Technicians Association (OTA) （页面存档备份，存于）
- （英文）Turkish Orthodontic Society (TOD) （页面存档备份，存于）
- （英文）World Federation of Orthodontists (WFO) （页面存档备份，存于）
- （英文）World Society of Lingual Orthodontics (WSLO) （页面存档备份，存于）

## 註解
1. ↑  「Orthodontics」來源於希臘語的 orthos（「矯正」、使「整齊」）和 -odont (「牙齒」)二字[1]。